# Friedrichstadt (Drážďany)

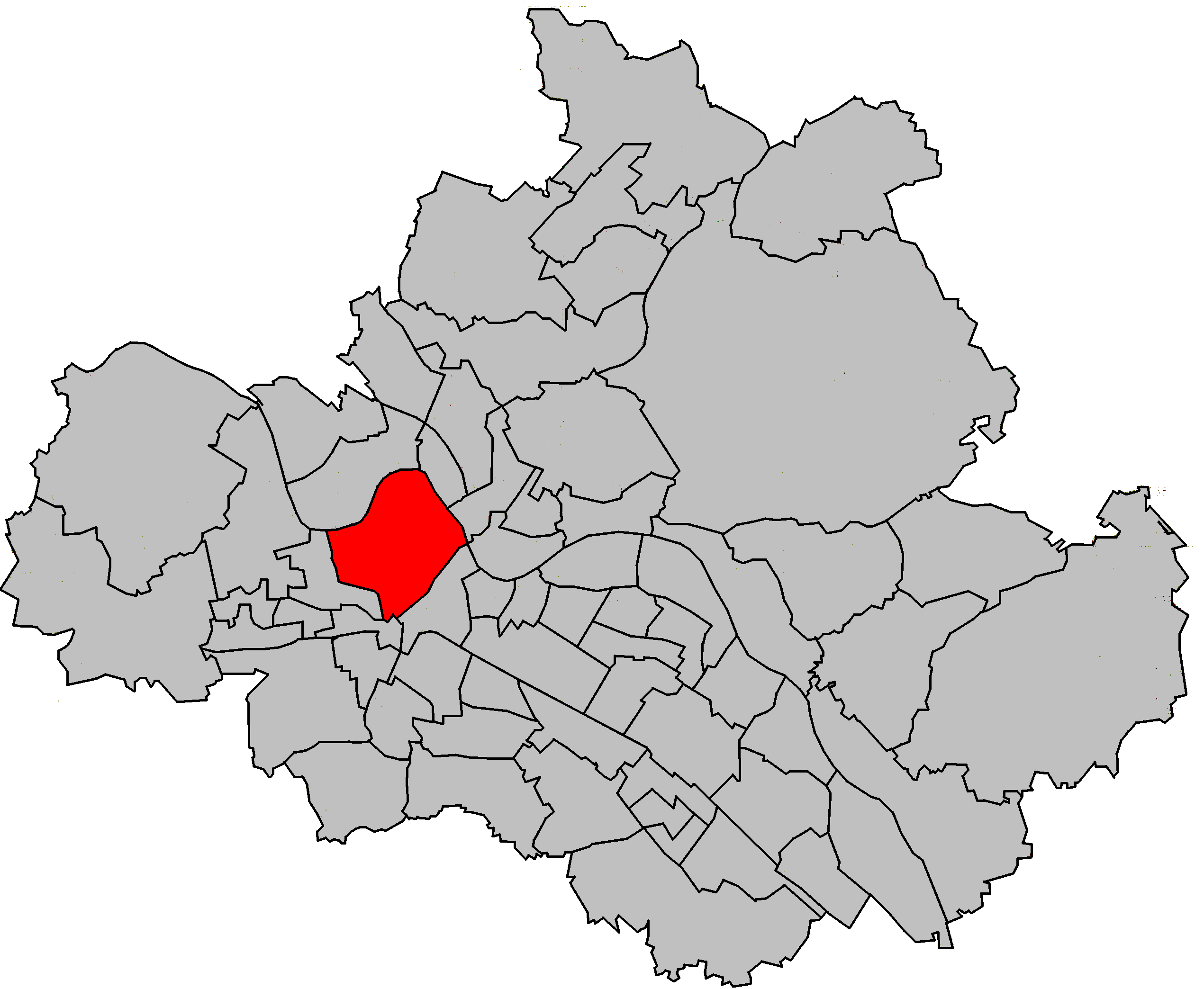
Mapa lokalizace městské čtvrti Friedrichstadt v Drážďanech

Friedrichstadt je městská čtvrť Drážďan ležící na levé straně Labe, která je součástí oblasti Starého města (Altstadt), je ale samostatnou městskou čtvrtí. Friedrichstadt je jedním z drážďanských předměstí.

## Historie
První zmínky o této oblasti, v té době ještě obec Oztrov (nebo Ostra), byly zaznamenány v listině markraběte Dietricha Meissen ze dne 31. 3. 1206, jedná se o stejný dokument, ve kterém byly také poprvé zmíněny Drážďany. Starosrbské slovo oztrov znamená říční ostrov, a charakterizuje tak povodňové oblasti západně od bývalého, přirozeného ústí Weißeritz do Labe, v němž se Ostra nacházela. Na západě v té době byly ještě menší vesnice Rostagk a Wernten v 15. století se připojily k území Ostra.
Poté, co obec v roce 1559 byla zahrnuta do majetku kurfiřta Augusta, který rozšířil oblasti prostřednictvím akvizic, byla obec Ostrá roku 1568 zrušena. Na její místo byla založena Ostravorwerk, jehož úkolem bylo zajistit dodávky dvoru a pevnosti Drážďany. Předchozí vesničané byly přesídleni a jako kompenzaci obdrželi především dřívější klášterní pozemky v blízkosti Leubnitz, jejichž majetek v průběhu reformace připadl do vlastnictví dvora. Ostatní vesničané byli odškodněni pozemky blízko Zschertnitz.
Pro obhospodařování následně masivně rozšířených pozemků a opevnění byli obyvatelé okolních vesnic přinuceni k robotě.
V následujícím období vznikají zvířecí výběhy (obora) jako osídlení řemeslníky v předměstí Ostra, které bylo přejmenováno roku 1730 na Friedrichstadt (po saském kurfiřtovi Friedrichovi Augustu II.).
Roku 1835 bylo město Friedrichstadt začleněno do Drážďan.
Ve friedrichstadtské Friedrichstraße (mimochodem není pojmenovaná po tomtéž Friedrichovi) se nachází přímo naproti Friedrichstadtské nemocnici jeden z nejvýznamnějších hřbitovů Drážďan, Starý katolický hřbitov (der Alte Katolische Friedhof). Město Frederichstadt je charakterizováno památkami nemocnicí, málo zachované budovy Vorwerkes a technická radnice na seřaďovacím nádraží Dresden-Friedrichstadt. Jako jeden z mála zbývajících neporušených ulic v blízkosti centra města, má Friedrichstraße, vedle barokního kostela, bohatý počet obytných domů vystavěných v tomto stylu, které jsou pod památkovou ochranou.
Ve Friedrichstadt se nachází mimo jiné Albertův přístav se zdálky viditelnými budovami drážďanského mlýna nebo přístavního mlýna a bývalá městská jatka, dnešní veletrh.

## Kulturní památky, pozoruhodnosti a technická stavební díla
- Starý katolický hřbitov (Alte Katolische Friedhof)
- Nový katolický hřbitov (Neue Katolische Friedhof)
- Palác Vrühl-Marcolini, nyní
- Nemocnice Drážďany-Friedrichstadt
- Jatky/Veletrh Drážďany
- Yenidze
- Muzeum školy Drážďany
- Neptunův pramen (Neptunbrunnen)
- ev.-luth. kostel Matthäus
- Albertův přístav (Alberthafen)
- Továrna na alkohol Bramsch (Spiritoasenfabrik Bramsch)
- Ostravorwerk - Polnosti u velkostatku Ostra
- Kopec z Drážďanských trosek
- Skupina Brücke ve Friedrichstadtu
- Alej Pieschen (Pieschener Allee)
- Kuželkárna, Friedrichstraße 12

## Friedrichstadt ve filmech
Filmy, které se ve městě odehrávají, nebo které o něm pojednávají:
- 2002 … man spart sich den Weg nach Venedig – malá Friedrichstadtská Flutgeschichten. Film od Ralf Kukula a Ray van Zeschau (Balancefilm).
- 1992 Little Sister / Teddy goes to Golgatha (Přátelé italské opery)
- 1991 For Vincent (se Susanne Böwe & Katherina Lange)
- 1990 Sentimental Sea (Přátelé italské opery) | Sentimentální jezero
- 1988 In Dres wird immer noch geträumt (FESA)| V Dres se bude stále ještě snít
- 1988 Die ersten Fünf Minuten nach dem Tod (Milder Wahn / FESA) | Prvních pět minut po smrti
- 1986 Labyrinth (FESA) | Labyrint